# Дзімокудзі (Айті)
35°12′0″ пн. ш. 136°49′0″ сх. д. / 35.20000° пн. ш. 136.81667° сх. д.
Дзімо́кудзі (яп. 甚目寺町, じもくじちょう, МФА: [d͡ʑimokud͡ʑi t͡ɕoː]) — містечко в Японії, в повіті Ама префектури Айті. Існувало протягом 1933 — 2010 років. Розташовувалося в північно-західній частині префектури, на півдні  Міно-Оварійської рівнини. Виникло на основі середньовічного прихрамового поселення біля буддистського монастиря Дзімоку секти Сінґон. Отримало статус містечка 1 серпня 1933 року. Площа становила 9,34 км². Станом на 2010 рік населення становило 39 838 осіб, густота населення — 4265 осіб/км². 22 березня 2010 року, разом із містечками Сіппо та Міва, утворило місто Ама.